# Charles Kent
Charles Kent (18 de junio de 1852 – 21 de mayo de 1923) fue un actor y director cinematográfico estadounidense de origen británico, activo en la época del cine mudo.  
Nacido en Londres, Inglaterra, trabajó en 141 filmes entre 1908 y 1923, dirigiendo 36 desde 1908 a 1913.
Kent falleció en Brooklyn, Nueva York, en 1923.

## Filmografía parcial

### Actor
| - Macbeth, de James Stuart Blackton (1908) - Romeo and Juliet, de James Stuart Blackton (1908) - Julius Caesar, de James Stuart Blackton y William V. Ranous - The Poor Musician, de Van Dyke Brooke (1909) - Washington Under the British Flag, de James Stuart Blackton (1909) - Washington Under the American Flag, de James Stuart Blackton (1909) - The Cobbler and the Caliph, de James Stuart Blackton (1909) - The Gift of Youth (1909) - Les misérables, de James Stuart Blackton (1909) - Launcelot and Elaine, de Charles Kent (1909) - Benedict Arnold, de James Stuart Blackton (1909) - The Life of Moses, de James Stuart Blackton (1909) - Richelieu; or, The Conspiracy, de James Stuart Blackton (1910) - Twelfth Night, de Eugene Mullin y Charles Kent (1910) - Uncle Tom's Cabin, de James Stuart Blackton (1910) - Rose Leaves, de Charles Kent (1910) - Jean, the Matchmaker, de Laurence Trimble (1910) - Examination Day at School, de David W. Griffith (1910) - A Tale of Two Cities, de William Humphrey (1911) - Suffer Little Children, de Charles Kent (1911) - The Intruder, de Maurice Costello y Wilfrid North (1913) | - Mr. Barnes of New York, de Maurice Costello y Robert Gaillard (1914) - The Awakening of Barbara Dare, de Wilfrid North (1914) - His Last Call, de Tefft Johnson (1914) - Etta of the Footlights, de Maurice Costello y Robert Gaillard (1914) - The Painted World, de Ralph Ince (1914) - A Florida Enchantment, de Sidney Drew (1914) - His Wedded Wife, de William Humphrey (1914) - The Strange Story of Sylvia Gray, de Charles L. Gaskill (1914) - In the Land of Arcadia, de Wilfrid North (1914) - The Old Flute Player, de Lionel Belmore (1914) - Hearts and the Highway, de Wilfrid North (1915) - The Esterbrook Case (1915) - Love's Way, de S. Rankin Drew (1915) - The Battle Cry of Peace, de J. Stuart Blackton y Wilfrid North (1915) - The Scarlet Runner, de William P.S. Earle y Wally Van (1916) - A Spring Idyl, de James Stuart Blackton (1917) - The Question, de Perry N. Vekroff (1917) - The White Lie, de Howard C. Hickman (1918) - Miss Dulcie from Dixie, de Joseph Gleason (1919) - Counterfeit, de George Fitzmaurice (1919) - Man and His Woman, de James Stuart Blackton (1920) |

### Director
| - A Midsummer Night's Dream, codirigida con James Stuart Blackton (1909) - Twelfth Night, codirigida con Eugene Mullin (1910) - A Christmas Carol, codirigida con J. Searle Dawley y Ashley Miller (1910) - Though Your Sins Be as Scarlet (1911) | - Vanity Fair (1911) - Suffer Little Children (1911) - A Juvenile Love Affair (1912) - A Woman (1912) |